# Geneva Open 2017
Geneva Open 2017, oficiálním názvem Banque Eric Sturdza Geneva Open 2017, byl tenisový turnaj pořádaný jako součást mužského okruhu ATP World Tour, který se hrál v areálu Tennis Club de Genève na otevřených antukových dvorcích. Probíhal mezi 21. až 27. květnem 2017 ve švýcarské Ženevě jako patnáctý ročník obnoveného turnaje.
Turnaj s rozpočtem 540 310 eur patřil do kategorie ATP World Tour 250. Nejvýše nasazeným hráčem ve dvouhře se opět stal třetí tenista světa Stan Wawrinka ze Švýcarska. Jako poslední přímý účastník do hlavní singlové soutěže nastoupil argentinský 87. hráč žebříčku Horacio Zeballos.
Šestnáctou trofej z dvouhry ATP Tour vybojoval Stan Wawrinka, jenž obhájil trofej. Přes odvrácený mečbol ve finále si deblový titul odvezl nizozemsko-rumunský pár Jean-Julien Rojer a Horia Tecău, jenž představoval čtrnácté společné turnajové vítězství.

## Rozdělení bodů a finančních odměn

### Rozdělení bodů
| Soutěž  | vítězové | finalisté | semifinalisté | čtvrtfinalisté | 16 v kole | 32 v kole | Q  | Q3 | Q2 | Q1 |
| ------- | -------- | --------- | ------------- | -------------- | --------- | --------- | -- | -- | -- | -- |
| dvouhra | 250      | 150       | 90            | 45             | 20        | 0         | 12 | 6  | 0  | 0  |
| čtyřhra | 250      | 150       | 90            | 45             | 0         | —         | —  | —  | —  | —  |

### Finanční odměny
| Soutěž                              | vítězové | finalisté | semifinalisté | čtvrtfinalisté | 16 v kole | 32 v kole | Q | Q2     | Q1     |
| dvouhra                             | €85 945  | €45 265   | €24 520       | €13 970        | €8 230    | €4 875    | — | €2 195 | €1 100 |
| čtyřhra                             | €26 110  | €13 730   | €7 440        | €4 260         | €2 490    | —         | — | —      | —      |
| částka ve čtyřhře je uvedena na pár |          |           |               |                |           |           |   |        |        |

## Mužská dvouhra

### Nasazení
| Stát                           | Hráč                 | ATP | Nasazení |
| ------------------------------ | -------------------- | --- | -------- |
| Švýcarsko                      | Stan Wawrinka        | 3.  | 1.       |
| Japonsko                       | Kei Nišikori         | 9.  | 2.       |
| Španělsko                      | Albert Ramos-Viñolas | 19. | 3.       |
| USA                            | John Isner           | 24. | 4.       |
| USA                            | Steve Johnson        | 25. | 5.       |
| USA                            | Sam Querrey          | 28. | 6.       |
| Itálie                         | Paolo Lorenzi        | 33. | 7.       |
| Srbsko                         | Viktor Troicki       | 36. | 8.       |
| USA                            | Ryan Harrison        | 42. | 9.       |
| Žebříček ATP k 15. květnu 2017 |                      |     |          |

### Jiné formy účasti
Následující hráči obdrželi divokou kartu do hlavní soutěže:
- Kei Nišikori
- Janko Tipsarević
- Stan Wawrinka

Následující hráči postoupili z kvalifikace:
- Daniel Altmaier
- Roberto Marcora
- Franko Škugor
- Mischa Zverev

Následující hráč postoupil z kvalifikace jako tzv. šťastný poražený:
- Cedrik-Marcel Stebe[1]

### Odhlášení
před zahájením turnaje
- Martin Kližan → nahradil jej  Dušan Lajović
- Lu Jan-sun → nahradil jej  Horacio Zeballos
- Adrian Mannarino → nahradil jej  Stéphane Robert
- Viktor Troicki (poranění harmstringů)[1] → nahradil jej  Cedrik-Marcel Stebe

## Mužská čtyřhra

### Nasazení
| Stát                                                                                    | Hráč                 | Stát      | Hráč             | ATP | Nasazení |
| --------------------------------------------------------------------------------------- | -------------------- | --------- | ---------------- | --- | -------- |
| Nizozemsko                                                                              | Jean-Julien Rojer    | Rumunsko  | Horia Tecău      | 45. | 1.       |
| Kolumbie                                                                                | Juan Sebastián Cabal | Kolumbie  | Robert Farah     | 68. | 2.       |
| Filipíny                                                                                | Treat Conrad Huey    | Švédsko   | Robert Lindstedt | 85. | 3.       |
| Chile                                                                                   | Julio Peralta        | Argentina | Horacio Zeballos | 85. | 4.       |
| Žebříček ATP k 15. květnu 2017; číslo je součtem žebříčkového postavení obou členů páru |                      |           |                  |     |          |

### Jiné formy účasti
Následující páry obdržely divokou kartu do hlavní soutěže:
- Johan Nikles /  Tim Pütz
- João Sousa /  Constantin Sturdza

### Odhlášení
před zahájením turnaje
- Jan-Lennard Struff

## Přehled finále

### Mužská dvouhra
- Stan Wawrinka vs.  Mischa Zverev,  4–6, 6–3, 6–3

### Mužská čtyřhra
- Jean-Julien Rojer /  Horia Tecău vs.  Juan Sebastián Cabal /  Robert Farah, 2–6, 7–6(11–9), [10–6]